# Poncarale
Poncarale (Poncaràl en llombard) és un municipi italià, situat a la regió de Llombardia i a la província de Brescia. L'any 2013 tenia 5.330 habitants.